# Sistema universitari espanyol
El sistema universitari espanyol està format per universitats públiques i privades, algunes laïques i altres de l'Església Catòlica.

## Abans del Pla Bolonya
Els títols universitaris podien ser de dos tipus: oficials o propis.
L'ensenyança s'organitzava en cicles. Les ensenyances de primer cicle eren diplomatura, arquitectura tècnica o enginyeria tècnica, duraven tres anys i la càrrega lectiva era de 180 crèdits (on cada crèdit equival a 10 hores lectives). Les ensenyances de primer i segon cicle eren llicenciatura, per a ser enginyer i per a ser arquitecte, podien durar quatre o cinc anys i la càrrega lectiva era de 300 crèdits mínim.
Les universitats públiques es financen principalment mitjançant subvencions de les administracions públiques (Pressupostos Generals de l'Estat i les Comunitats Autònomes), els ingressos per prestació de serveis, donacions i preus pagats pels alumnes.

### Institucions docents amb caràcter universtari
- Facultats i Escoles Universitàries: òrgans que fan la gestió administrativa i organitzen les ensenyances universitàries.[1]
- Centres adscrits: institucions acadèmiques que no són universitats independents i imparteixen titulacions oficials mitjançant una universitat pública.
- Col·legis Universitaris: centres adscrits a una universitat que cooperen amb les activitats de les facultats ensenyant els tres primers anys o el primer cicle dels plans d'estudi. Els estudis tenen el mateix efecte que els corresponents que són cursats a les facultats.
- Instituts Universitaris: poden ser o centres propis o centres adscrits a una universitat i es dediquen a la recerca o la creació artística i poden ser activitats docents per a ensenyances especialitzades o cursos de doctorat.
- Escoles d'Especialització Professional: centres universitaris que ensenyen per a un millor exercici de la professió per als titulats universitaris.[2]

## Sistema de beques
El sistema de beques o ajudes depén del Ministeri d'Educació i Cultura i està determinat en funció de la renda familiar i el rendiment acadèmic de l'estudiant. Està regulat pel Reial Decret 229/1983, de 28 de juliol, regulant-se anualment les modalitats de la beca. Les modalitats són: ajuda per distància del domicili familiar, per residència fora del domicili familiar, per llibres i material didàctic; per al projecte de fi de carrera i exempció de pagament del preu de matrícul·la.
Les beques, ajudes i col·laboracions les poden concedir a més les comunitats autònomes, les universitats i facultats, les institucions i empreses públiques i privades mitjançant programes de col·laboració amb universitats, les fundacions universitat-empresa i la Unió Europea mitjançant programes de formació i investigació.
S'ha plantejat modificar el criteri per a la concessió de beques universitàries.

## Sistema universitari català
A Catalunya hi ha una recàrrega del 40% aplicat a la matrícul·la de la segona titulació universitària cursada allí. No afecta qui estudia dos carreres de manera simultània. Aquest recàrrec únic a Catalunya ha sigut objecte de controvèrsies.
Hi Han hagut diverses temptatives de llevar-lo.
Els estudiants catalans són el 17% dels universitaris de l'estat i reben solament el 8% dels recursos de l'estat, cosa controvertida contra el Ministeri d'Educació que ha portat a una discussió portada al Tribunal Constitucional, sentenciant a favor dels traspassament a Catalunya.